# Charistena bergi
Charistena bergi es un coleóptero de la familia Chrysomelidae.
Fue descrita científicamente en 1890 por Duvivier.